# روغر شميت
روغر شميت (بالألمانية: Roger Schmidt) وهو مدرب كرة قدم ألماني ولاعب كرة قدم سابق ولد في يوم 13 مارس 1967 في بلدة كيرسبه في ألمانيا الغربية وقد كان يلعب في مركز الوسط ولعب مع أندية كيرسبر ونادي لودنشايد ونادي بليتنبورغ ونادي بادربورن ونادي فيرل ونادي ليبستاد ونادي ديلبروكر، وبدأ التدريب مع نادي ديلبروكر وبروبن مونستر ونادي بادربورن ونادي ريد بول سالزبورغ وحالياً يدرب نادي بايرن ليفركوزن.

## روابط خارجية
- روغر شميت على موقع قاعدة بيانات كرة القدم.إي يو (الإنجليزية)
- روغر شميت على موقع بيانات كرة القدم. دي إي (الألمانية)
- روغر شميت على موقع Soccerbase.com (مدرب) (الإنجليزية)
- روغر شميت على موقع عالم كرة القدم.نت (الإنجليزية)